# Fångarna på fortet (bokserie)
Fångarna på fortet är en barnbokserie som gavs ut i Sverige 1994-1995 där handlingen utspelas på Fort Boyard. Böckerna är skrivna av Dan Mitrecey, bror till Jean-Pierre Mitrecey som är en av skaparna till TV-programmet Fångarna på fortet.
Böckerna är illustrerade i svartvitt av Denise Chabot.
I Sverige gavs böckerna ut på B. Wahlströms bokförlag, översatta av Solveig Rasmussen. De är tryckta på ScandBook AB, Falun.
Historierna handlar om de tre barnen Elisa, Gérald och Julien samt Elisas hund Marlou. Barnen känner gänget bakom TV-programmet Fångarna på fortet och får följa med ut på Fort Boyard där de upptäcker mysterier.

## Böcker utgivna i Sverige
- Det spökar! (Fort Boyard - Le fantome se révolte) (1994) ISBN 91-32-13604-8
- Napoleons skattkista  (Fort Boyard - Le trèsor de Napoléon) (1994) ISBN 91-32-13603-X
- Ta fast tjuven (Les Bijoux Volés) (1995) ISBN 91-32-13675-7
- Fader Fouras hemlighet (Fort Boyard - Le Secret du Père Fouras) (1995) ISBN 91-32-13676-5